# La Sagrera (métro de Barcelone)
Ne doit pas être confondu avec gare de Barcelone-La Sagrera-Meridiana ou gare de Barcelone-Sagrera TAV.
La Sagrera est une station des lignes 1, 5, 9 et 10 du métro de Barcelone.

## Situation sur le réseau

Plan du métro de Barcelone (2019).

Établie en souterrain, la station de correspondance La Sagrera est établie : sur la ligne 1 du métro de Barcelone, entre la station, Navas, en direction de la station terminus Hospital de Bellvitge, et la station Fabra i Puig, en direction de la station terminus Fondo ; sur la ligne 5 du métro de Barcelone, entre la station, Camp de l'Arpa, en direction de la station terminus Cornellà Centre, et la station Congrés, en direction de la station terminus Vall d'Hebron ; sur la ligne 9 du métro de Barcelone, dont elle est un terminus avant la station Onze de Setembre, en direction de la station terminus Can Zam ; et sur la ligne 10 du métro de Barcelone, dont elle est également un terminus avant la station Onze de Setembre, en direction de la station terminus Gorg,.

## Histoire
La station est ouverte au public le 27 janvier 1954, lors du prolongement de la L1 (dénommée alors Linea I) depuis Navas. La station de la L5, dénommée "II" à ce moment-là, est inaugurée le 27 juillet 1957, coïncidant avec l'ouverture de la ligne. Les quais des lignes 9 et 10 sont mis en exploitation le 26 juin 2010, lors de l'extension des deux lignes depuis Bon Pastor, devenant ainsi le terminus de leur section nord. Ces deux derniers quais sont prévus pour accueillir les trains de la L4, dont le prolongement depuis La Pau est en construction.